# Aborto en el Reino Unido

Porcentaje de abortos inducidos por edad gestacional en 2019 en el Reino Unido. El aborto con medicamentos es el método más utilizado durante las primeras 9 semanas (63 días). El aborto quirúrgico se practica una vez superada la edad gestacional de 9 semanas y en aquellos casos en que esté indicado dentro de las primeras 9 semanas.

El aborto en el Reino Unido, referido a la interrupción voluntaria del embarazo, es legal hasta las 24 semanas de gestación en los territorios de Inglaterra y Gales y Escocia. El aborto inducido es legal desde la aprobación de la Ley del Aborto de 1967 -Abortion Act 1967- que lo autorizó hasta las 28 semanas. Una enmienda de 1990 redujo el cómputo hasta el consideró comienzo de viabilidad a las 24 semanas actuales. El Reino Unido comprende los territorios de Gran Bretaña e Irlanda del Norte. En Irlanda del Norte no se aplica la ley de 1967 y siguen vigentes la ley de 1861 aplicándose la legislación penal de 1945.
En el momento de su aprobación la legislación sobre el aborto fue una de los más liberales de Europa.

## Abortion Act 1967
La Ley del aborto de 1967 trató de aclarar la confusa legislación anterior. Fue presentada y defendida por David Steel y su aprobación despenalizó la práctica del aborto inducido en una serie de circunstancias y con prestación médica del Servicio Nacional de Salud de Gran Bretaña. La Ley fue aprobada el 27 de octubre de 1967 y entró en vigor el 27 de abril de 1968.

### Supuestos y plazos
La ley autoriza su práctica al personal sanitario a realizar un aborto en cualquiera de los siguientes motivos o supuestos (el certificado debe ser aprobado por dos médicos):
- Para salvar la vida de la mujer.
- Para evitar lesiones graves permanentes a la integridad física o salud mental de la mujer.
- Hasta las 24 semanas de gestación para evitar daños a la salud física o mental de la mujer.
- Si el embrión o feto puede probablemente ser afectado por discapacidad física o mental importante.

## Enmiendas derivadas de la HFE Act 1990
La ley del aborto de 1967 fue enmendada en 1990 por la ley HFE Act 1990 (Ley sobre Fertilización humana y embriología de 1990). La consecuencia fue que la Ley de Preservación de la vida infantil (Infant Life Preservation Act) fue desacoplada de la Ley del Aborto lo que permitió la práctica del aborto inducido en casos de posible discapacidad, o cuando estuviera en riesgo la vida o la salud de la madre.

### Modificaciones en los supuestos y plazos
La HFE Act 1990 supuso la introducción de cambios en la ley de 1967 del aborto:
- Reducción del plazo a 24 semanas. Los plazos se redujeron de 28 semanas a 24 para la mayoría de los casos reflejando los consejos médicos sobre la viabilidad del feto a las 24 semanas.
- Eliminación de restricciones para casos de riesgo. Las restricciones para la práctica de abortos tardíos (cuando la gestación superaba las 24 semanas) se eliminaron en los casos de riesgo para la vida, anormalidad fetal, o lesiones graves físicas o psíquicas de la mujer.

Desde la aprobación de la ley en 1967 se han sucedido varios debates (1975, 1977, 1979 y 1987) sobre la ley y propuestas de cambios, su efectividad y aplicación. En 1974 un comité designado por el parlamento, el denominado Comité Lane, investigó su funcionamiento y validó su necesidad y su correcta aplicación.
En mayo de 2008, los parlamentarios votaron a favor de mantener el actual límite legal de 24 semanas frente a propuestas de reducción a 22 y 20 semanas.

## Métodos autorizados
La metodología aplicada depende básicamente de la edad gestacional:
- Aborto con medicamentos. Hasta la novena semana (63 días) (mifepristona, aprobada en 1991 en Gran Bretaña como abortivo).

- Aborto quirúrgico. Desde la séptima hasta la decimoquinta semana aborto por succión-aspiración o aspiración al vacío es el método más frecuente (como sustitución de técnicas más agresivas como la dilatación y curetaje. De la decimoquinta a la décima octava semana la dilatación y evacuación quirúrgica es el método más común.

## Irlanda del Norte
La Ley del Aborto de 1967 no se aplica en Irlanda del Norte. La legislación sobre el aborto en Irlanda del Norte está sometida a la legislación de delitos contra las personas de 1.861 y la Ley Penal de Irlanda del Norte de 1945. El aborto en Irlanda del Norte sólo es legal en circunstancias excepcionales para la vida de la mujer embarazada -peligro inminente y si hay un riesgo a largo plazo o permanente de su salud física o mental-. La situación es similar a Irlanda.
Según algunos medios informativos, unas 2000 mujeres viajan cada año desde Irlanda del Norte a Inglaterra para acceder a un aborto inducido pagando entre 450 y 900 euros, aun cuando la Ley del Aborto promulgada en 1967 no permite el aborto libre sino bajo ciertas condiciones.